# Heilige Dreifaltigkeit (Regendorf)

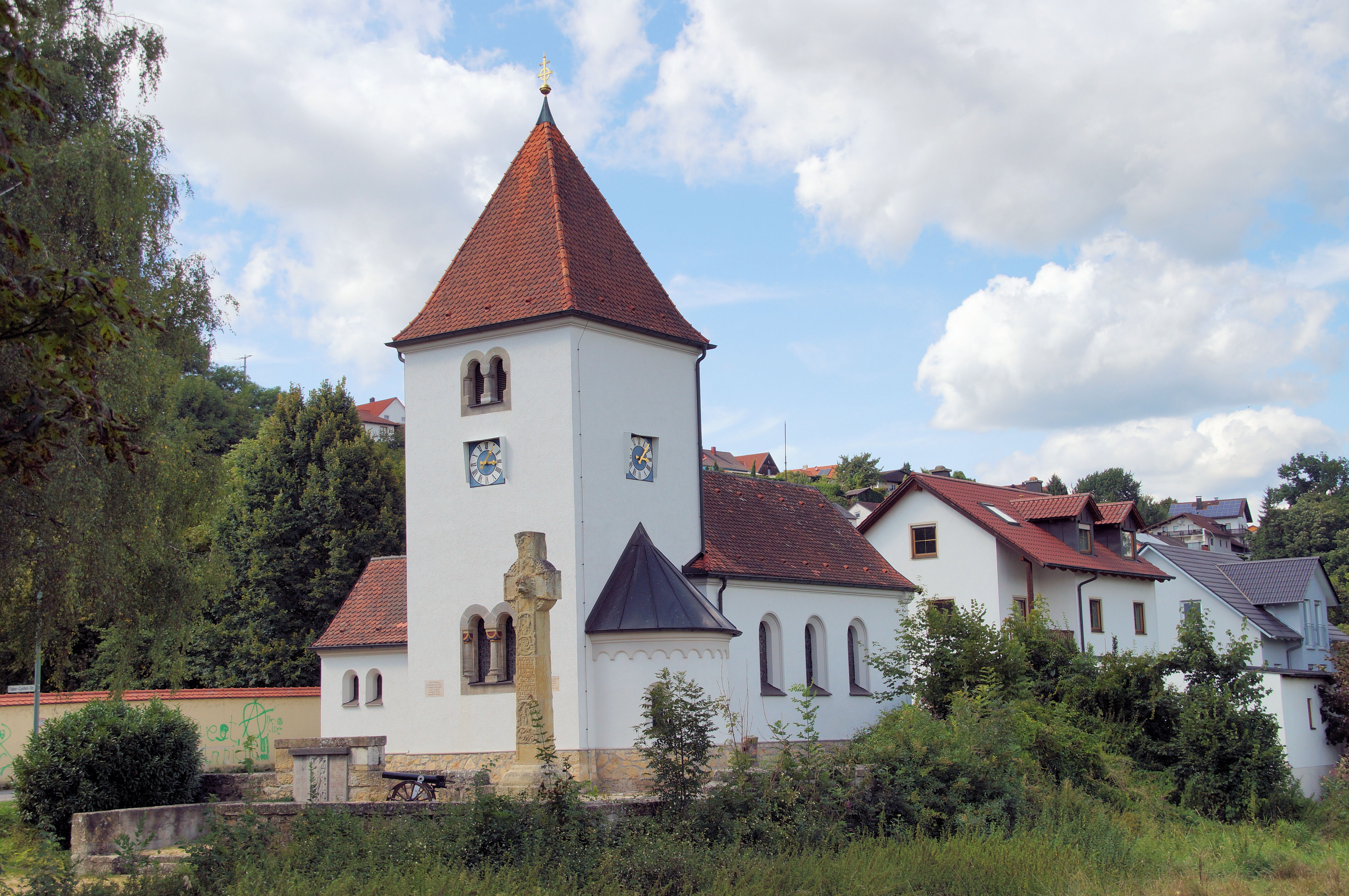
Heilige Dreifaltigkeit (Regendorf)

Die römisch-katholische, denkmalgeschützte Filialkirche Heilige Dreifaltigkeit steht in Regendorf, einem Gemeindeteil der Gemeinde Zeitlarn im Landkreis Regensburg in der Oberpfalz. Sie ist dem Bistum Regensburg zugeordnet. Das Bauwerk ist unter der Denkmalnummer D-3-75-213-5 als Baudenkmal in die Bayerische Denkmalliste eingetragen.

## Beschreibung
Die traufständige, neuromanische Saalkirche wurde 1907 als Ersatz für die zu kleine Kapelle des Schlosses Regendorf errichtet. Sie besteht aus einem Langhaus, das mit einem Satteldach bedeckt ist, und einem Chorturm im Süden, der ein Pyramidendach trägt. An die Westwand des Chorturms wurde die Sakristei angebaut, ihr gegenüber eine Apsis.
Der Innenraum des Langhauses ist mit einer Flachdecke überspannt, der des Chors, d. h. der des Erdgeschosses des Chorturms, mit einem Kreuzgratgewölbe. Die Glasmalerei stammt von Franz Xaver Zettler. Von der Kirchenausstattung, die aus Nürnberg herbeigebracht worden war, ist nur wenig erhalten.